# Hiroyuki Hayashi
Hiroyuki Hayashi (林 弘幸, Hayashi Hiroyuki, né le 5 septembre 1973) est un athlète japonais, spécialiste du 400 mètres.

## Biographie
Il remporte la médaille de bronze du relais 4 × 400 m lors des Championnats du monde en salle 1993, à Toronto, en compagnie de Seiji Inagaki, Yoshihiko Saito et Masayoshi Kan. L'équipe du Japon, qui établit le temps de 3 min 07 s 30, est devancée par les États-Unis et Trinité-et-Tobago. Il obtient une nouvelle médaille de bronze lors de l'édition suivante, en 1995 à Barcelone, associé à Masayoshi Kan, Tomonari Ono et Hiroyuki Hayashi.

### Palmarès
| Date | Compétition                    | Lieu      | Résultat | Épreuve   |
| ---- | ------------------------------ | --------- | -------- | --------- |
| 1993 | Championnats du monde en salle | Toronto   | 3e       | 4 × 400 m |
| 1995 | Championnats du monde en salle | Barcelone | 3e       | 4 × 400 m |

### Records
| Épreuve | Épreuve   | Performance | Lieu  | Date              |
| ------- | --------- | ----------- | ----- | ----------------- |
| 400 m   | Plein air | 47 s 50     | Séoul | 16 septembre 1992 |
| 400 m   | Salle     |             |       |                   |